# Comunidad nativa Puerto Luz
Puerto Luz es una comunidad nativa del pueblo Harakbut, ubicada en el distrito de Madre de Dios, provincia del Manu, departamento de Madre de Dios.Esta comunidad cuenta con resolución de reconocimiento R.D. 0056-80-DR-AA y resolución de titulación R.M. N° 00125-86.

## Extensión, población y lengua
La comunidad cuenta con una extensión de 563.1 km cuadrados  y una población de 494 habitantes. Esta comunidad es de la lengua Harakbut.

## Educación y salud
Esta comunidad cuenta con tres instituciones de educación de los niveles inicial, primaria y secundaria, siendo los dos niveles de educación intercultural bilingüe, además esta comunidad cuenta con un puesto de salud

## Problemática ambiental
Esta comunidad en la actualidad es una de las más afectadas por la actividad de la minería ilegal que degrada el suelo, pierde zonas de bosque y además trae problemas sociales